# Chitaraque
Chitaraque est une municipalité située dans le département de Boyacá, en Colombie. La ville se situe à environ 105 km du chef-lieu départemental Tunja.
Avant l'arrivée des colons espagnols le territoire de la ville était occupé par les indiens Paosaque. La ville a été définitivement conquise au XVIIe siècle.
Chitaraque est une municipalité agricole spécialisée dans la culture de la canne à sucre. Elle est ainsi le premier producteur de panela du département.
Le saint patron Chitaraque est Saint Pierre Claver fêté le 9 septembre.